# Wereldkampioenschappen roeien 2014
De Wereldkampioenschappen roeien 2014 werden van 24 augustus tot en met 31 augustus op de Bosbaan in Amsterdam gehouden. Het één week durende toernooi vond voor de 45ste keer plaats.

## Toewijzing
Op 31 augustus 2009 bepaalde het congres van de internationale roeifederatie FISA dat het WK 2014 in Amsterdam gehouden zou worden. Nederland was eerder al kandidaat geweest voor het WK van 2009 maar werd toen gepasseerd ten gunste van het Poolse Poznań. Het was de tweede keer dat het toernooi in Nederland werd gehouden: het WK van 1977 vond ook op de Bosbaan plaats.

## Deelnemers
In totaal startten er dit jaar 1168 atleten uit 60 verschillende landen op het wereldkampioenschap waarvan 706 zware roeiers, 356 lichte roeiers en 106 para-roeiers. Al deze roeiers startten in 445 boten; de mannen skiff vormden met 32 inschrijvingen het grootste veld.

### Deelnemers per land
Onderstaande tabel biedt een overzicht van de inschrijvingen per land. Sommige roeiers maken deel uit van meerdere teams.
| Land         | Aantal teams | Aantal roeiers |
| ------------ | ------------ | -------------- |
| Algerije     | 2            | 2              |
| Angola       | 1            | 2              |
| Argentinië   | 8            | 14             |
| Armenië      | 3            | 4              |
| Australië    | 19           | 59             |
| Azerbeidzjan | 5            | 6              |
| België       | 2            | 2              |
| Brazilië     | 8            | 19             |
| Bulgarije    | 4            | 7              |
| Canada       | 12           | 37             |
| Chili        | 4            | 10             |
| China        | 19           | 60             |
| Cuba         | 1            | 1              |
| Denemarken   | 10           | 20             |
| Duitsland    | 25           | 81             |
| Egypte       | 4            | 6              |
| Estland      | 4            | 9              |
| Finland      | 3            | 5              |
| Frankrijk    | 17           | 22             |
| Griekenland  | 7            | 15             |

| Land          | Aantal teams | Aantal roeiers |
| ------------- | ------------ | -------------- |
| Hongarije     | 5            | 8              |
| Ierland       | 8            | 14             |
| Israël        | 4            | 6              |
| Italië        | 26           | 78             |
| Japan         | 6            | 12             |
| Kazachstan    | 2            | 2              |
| Kroatië       | 4            | 6              |
| Letland       | 2            | 3              |
| Litouwen      | 5            | 10             |
| Mexico        | 6            | 15             |
| Nederland     | 22           | 75             |
| Nieuw-Zeeland | 13           | 31             |
| Noorwegen     | 17           | 13             |
| Oeganda       | 6            | 12             |
| Oekraïne      | 12           | 28             |
| Oostenrijk    | 7            | 15             |
| Paraguay      | 1            | 1              |
| Peru          | 2            | 2              |
| Polen         | 8            | 28             |
| Portugal      | 1            | 1              |

| Land                | Aantal teams | Aantal roeiers |
| ------------------- | ------------ | -------------- |
| Puerto Rico         | 3            | 4              |
| Qatar               | 2            | 2              |
| Roemenië            | 6            | 20             |
| Rusland             | 19           | 59             |
| Servië              | 6            | 12             |
| Slovenië            | 4            | 8              |
| Slowakije           | 1            | 1              |
| Spanje              | 10           | 28             |
| Tsjechië            | 10           | 24             |
| Tunesië             | 1            | 1              |
| Turkije             | 3            | 11             |
| Uruguay             | 1            | 4              |
| Vanuatu             | 1            | 1              |
| Verenigd Koninkrijk | 19           | 62             |
| Verenigde Staten    | 25           | 84             |
| Wit-Rusland         | 9            | 33             |
| Zimbabwe            | 2            | 2              |
| Zuid-Afrika         | 8            | 17             |
| Zweden              | 3            | 5              |
| Zwitserland         | 7            | 13             |

## Medaillewinnaars

### Mannen
| Bootklasse              | Goud | Goud    | Zilver | Zilver  | Brons | Brons   |
| Skiff M1x               | Tsjechië Ondřej Synek | 6:37.12 | Nieuw-Zeeland Mahe Drysdale | 6:37.85 | Cuba Ángel Fournier | 6:44.31 |
| Lichte skiff LM1x       | Italië Marcello Miani | 6:43.37 | Duitsland Lars Hartig | 6:46.73 | Zwitserland Michael Schmid | 6:50.88 |
| Dubbel twee M2x         | Kroatië Martin Sinković Valent Sinković | 6:00.52 | Italië Romano Battisti Francesco Fossi | 6:04.42 | Australië James McRae Alexander Belonogoff | 6:04.43 |
| Twee met M2+            | Nieuw-Zeeland Eric Murray Hamish Bond Caleb Shepherd | 6:33.26 | Verenigd Koninkrijk Alan Sinclair Scott Durant Henry Fieldmann                                                                                         | 6:43.45 | Duitsland Peter Kluge Alexander Egler Jonas Wiesen | 6:45.85 |
| Twee zonder M2−         | Nieuw-Zeeland Eric Murray Hamish Bond | 6:09.34 | Verenigd Koninkrijk James Foad Matt Langridge | 6:13.75 | Zuid-Afrika Vincent Breet Shaun Keeling | 6:16.85 |
| Lichte dubbel twee LM2x | Zuid-Afrika James Thompson John Smith | 6:05.36 | Frankrijk Stany Delayre Jérémie Azou | 6:05.45 | Noorwegen Kristoffer Brun Are Strandli | 6:05.79 |
| Lichte twee zonder LM2- | Zwitserland Simon Niepmann Lucas Tramèr | 6:22.91 | Frankrijk Augustin Mouterde Thomas Baroukh | 6:25.02 | Verenigd Koninkrijk Sam Scrimgeour Jonathan Clegg | 6:25.48 |
| Dubbel vier M4x         | Oekraïne Dmytro Mikhay Artem Morozov Olexandr Nadtoka Ivan Dovgodko                                                                                              | 5:32.26 | Verenigd Koninkrijk Graeme Thomas Sam Townsend Charles Cousins Peter Lambert                                                                           | 5:32.35 | Duitsland Karl Schulze Tim Grohmann Kai Fuhrmann Philipp Wende | 5:36.97 |
| Vier zonder M4−         | Verenigd Koninkrijk Alex Gregory Mohamed Sbihi George Nash Andrew Triggs Hodge                                                                                   | 5:40.24 | Verenigde Staten Grant James Michael Gennaro Henrik Rummel Seth Weil                                                                                   | 5:42.90 | Australië Fergus Pragnell Joshua Dunkley-Smith Spencer Turrin Alexander Lloyd                                                                                     | 5:43.47 |
| Lichte dubbel vier LM4x | Griekenland Georgios Konsolas Spyridon Giannaros Panagiotis Magdanis Eleftherios Konsolas                                                                        | 5:42.75 | Duitsland Daniel Lawitzke Max Röger Jost Schömann-Finck Konstantin Steinhübel                                                                          | 5:45.65 | China Li Hui Tian Bin Wang Tiexin Dong Tianfeng | 5:46.69 |
| Lichte vier zonder LM4− | Denemarken Kasper Winther Jørgensen Jacob Larsen Jacob Barsøe Morten Jørgensen                                                                                   | 5:47.15 | Nieuw-Zeeland James Hunter Alistair Bond Peter Taylor Peter Rapley                                                                                     | 5:48.76 | Verenigd Koninkrijk Mark Aldred Peter Chambers Richard Chambers Chris Bartley                                                                                     | 5:49.58 |
| Acht M8+                | Verenigd Koninkrijk Nathaniel Reilly-O'Donnell Matthew Tarrant William Satch Matthew Gotrel Pete Reed Paul Bennett Tom Ransley Constantine Louloudis Phelan Hill | 5:24.11 | Duitsland Max Planer Malte Jakschik Andreas Kuffner Felix Drahotta Richard Schmidt Eric Johannesen Maximilian Reinelt Felix Wimberger Martin Sauer     | 5:24.77 | Polen Zbigniew Schodowski Mateusz Wilangowski Marcin Brzeziński Robert Fuchs Krystian Aranowski Michał Szpakowski Mikołaj Burda Piotr Juszczak Daniel Trojanowski | 5:26.90 |
| Lichte acht LM8+        | Duitsland Tobias Franzmann Simon Barr Torben Neumann Stefan Wallat Daniel Wisgott Jonas Kilthau Sven Kessler Can Temel Frederik Böhm                             | 5:31.29 | Italië Luca De Maria Vincenzo Serpico Jiri Vlcek Leone Barbaro Livio La Padula Armando Dell'Aquila Guido Gravina Giorgio Tuccinardi Gianluca Barattolo | 5:33.87 | Turkije Mert Kartal Bayram Sönmez Ahmet Yumrukaya Cem Yılmaz Burak Özdemir Engin Özkan Hüseyin Kandemir Dogsah Boluk Kaan Şahin                                   | 5:34.20 |

### Vrouwen
| Bootklasse              | Goud | Goud    | Zilver | Zilver  | Brons                                                                                           | Brons   |
| Skiff W1x               | Nieuw-Zeeland Emma Twigg | 7:14.95 | Australië Kim Crow | 7:17.33 | China Duan Jingli                                                                               | 7:22.57 |
| Lichte skiff LW1x       | België Eveline Peleman | 7:31.31 | Griekenland Aikaterini Nikolaidou | 7:31.73 | Verenigde Staten Kathleen Bertko                                                                | 7:33.97 |
| Dubbel twee W2x         | Nieuw-Zeeland Fiona Bourke Zoe Stevenson | 6:38.04 | Polen Magdalena Fularczyk Natalia Madaj | 6:39.36 | Australië Olympia Aldersey Sally Kehoe                                                          | 6:41.71 |
| Twee zonder W2-         | Verenigd Koninkrijk Helen Glover Heather Stanning                                                                                                   | 6:50.61 | Verenigde Staten Megan Kalmoe Kerry Simmonds | 6:52.87 | Nieuw-Zeeland Louise Trappitt Rebecca Scown                                                     | 6:54.79 |
| Lichte dubbel twee LW2x | Nieuw-Zeeland Sophie MacKenzie Julia Edward | 6:48.56 | Canada Lindsay Jennerich Patricia Obee | 6:50.41 | China Huang Wenyi Pan Dandan                                                                    | 6:53.40 |
| Dubbel vier W4x         | Duitsland Annekatrin Thiele Carina Bär Julia Lier Lisa Schmidla                                                                                     | 6:06.84 | China Jiang Yan Shen Xiaoxing Lü Yang Zhang Xinyue | 6:10.51 | Verenigde Staten Grace Latz Tracy Eisser Olivia Coffey Felice Mueller                           | 6:12.03 |
| Vier zonder W4-         | Nieuw-Zeeland Kayla Pratt Kelsey Bevan Grace Prendergast Kerri Gowler                                                                               | 6:14.36 | Verenigde Staten Susan Francia Emily Regan Tessa Gobbo Adrienne Martelli                                                                                     | 6:20.69 | China He Sihui Miao Tian Zhang Min Zhang Huan                                                   | 6:23.31 |
| Lichte dubbel vier LW4x | Nederland Mirte Kraaijkamp Elisabeth Woerner Maaike Head Ilse Paulis                                                                                | 6:15.95 | Australië Laura Dunn Sarah Pound Maia Simmonds Hannah Every-Hall                                                                                             | 6:19.54 | Duitsland Katrin Thoma Judith Anlauf Wiebke Hein Leonie Pieper                                  | 6:22.79 |
| Acht W8+                | Verenigde Staten Victoria Opitz Meghan Musnicki Amanda Polk Lauren Schmetterling Grace Luczak Caroline Lind Elle Logan Heidi Robbins Katelin Snyder | 5:56.83 | Canada Cristy Nurse Cristy Roman Rosanne Deboef Natalie Masteacci Susanne Grainger Christine Roper Ashley Brzozowicz Lauren Wilkinson Lesley Thompson-Willie | 5:59.66 | China Zhang Dan Guo Linlin Yi Liqin Gao Qiuqiu Cui Xiaotong Ju Rui Zhang Min Zhang Huan Zhao Li | 6:00.52 |

### Para-roeien
| Bootklasse | Goud                                                                           | Goud    | Zilver                                                                                         | Zilver  | Brons                                                                                   | Brons   |
| ASW1x      | Noorwegen Birgit Skarstein                                                     | 5:22.12 | IJsland Moran Samuel                                                                           | 5:33.86 | Wit-Rusland Liudmila Vauchok                                                            | 5:39.10 |
| ASM1x      | Australië Erik Horrie                                                          | 4:50.68 | Verenigd Koninkrijk Tom Aggar                                                                  | 4:53.41 | Rusland Alexey Chuvashev                                                                | 4:58.96 |
| TAMix2x    | Australië Gavin Bellis Kathryn Ross                                            | 4:02.55 | Frankrijk Perle Bouge Stephane Tardieu                                                         | 4:05.11 | Brazilië Josiane Lima Michel Gomes Pessanha                                             | 4:07.54 |
| LTAMix2x   | Oekraïne Kateryna Morozova Dmytro Aleksieiev                                   | 3:28.39 | Australië Jeremy McGrath Kathleen Murdoch                                                      | 3:35.26 | Frankrijk Guylaine Marchand Antonie Jesel                                               | 3:36.47 |
| LTAMix4+   | Verenigd Koninkrijk Grace Clough Pam Relph Daniel Brown James Fox Oliver James | 3:20.45 | Verenigde Staten Jaclyn Smith Richard Vandegrift Zachary Burns Danielle Hansen Jennifer Sichel | 3:25.49 | Italië Lucilla Aglioti Valentina Grassi Tommaso Schettino Omar Airolo Giuseppe Di Capua | 3:30.39 |

## Medaillespiegel
| Plaats | Land                | Goud | Zilver | Brons | Totaal |
| 1      | Nieuw-Zeeland       | 6    | 2      | 1     | 9      |
| 2      | Verenigd Koninkrijk | 4    | 4      | 2     | 10     |
| 3      | Australië           | 2    | 3      | 3     | 8      |
| 3      | Duitsland           | 2    | 3      | 3     | 8      |
| 5      | Oekraïne            | 2    | 0      | 0     | 2      |
| 6      | Verenigde Staten    | 1    | 4      | 2     | 7      |
| 7      | Italië              | 1    | 2      | 1     | 4      |
| 8      | Griekenland         | 1    | 1      | 0     | 2      |
| 9      | Noorwegen           | 1    | 0      | 1     | 2      |
| 9      | Zuid-Afrika         | 1    | 0      | 1     | 2      |
| 9      | Zwitserland         | 1    | 0      | 1     | 2      |
| 12     | België              | 1    | 0      | 0     | 1      |
| 12     | Kroatië             | 1    | 0      | 0     | 1      |
| 12     | Tsjechië            | 1    | 0      | 0     | 1      |
| 12     | Denemarken          | 1    | 0      | 0     | 1      |
| 12     | Nederland           | 1    | 0      | 0     | 1      |
| 17     | Frankrijk           | 0    | 3      | 1     | 4      |
| 18     | Canada              | 0    | 2      | 0     | 2      |
| 19     | China               | 0    | 1      | 5     | 6      |
| 20     | Polen               | 0    | 1      | 1     | 2      |
| 21     | Israël              | 0    | 1      | 0     | 1      |
| 22     | Wit-Rusland         | 0    | 0      | 1     | 1      |
| 22     | Brazilië            | 0    | 0      | 1     | 1      |
| 22     | Cuba                | 0    | 0      | 1     | 1      |
| 22     | Rusland             | 0    | 0      | 1     | 1      |
| 22     | Turkije             | 0    | 0      | 1     | 1      |
| Totaal | Totaal              | 27   | 27     | 27    | 81     |